# Tasinaxtla
Tasinaxtla är en ort i Mexiko.   Den ligger i kommunen Zapotiltic och delstaten Jalisco, i den södra delen av landet, 400 km väster om huvudstaden Mexico City. Tasinaxtla ligger 1 108 meter över havet och antalet invånare är 729.
Terrängen runt Tasinaxtla är huvudsakligen lite kuperad. Tasinaxtla ligger nere i en dal. Runt Tasinaxtla är det ganska glesbefolkat, med 27 invånare per kvadratkilometer. Närmaste större samhälle är Tuxpan, 8,5 km väster om Tasinaxtla. I omgivningarna runt Tasinaxtla växer huvudsakligen savannskog.